# آدم بوتشر
آدم بوتشر (بالإنجليزية: Adam Butcher)‏ (و. 1988  م) هو ممثل أفلام كندي، ولد في كامبريدج، أونتاريو.
.

## حياته الشخصية
وُلد بوتشر في كامبريدج ، أونتاريو ، ولديه أخت أكبر ، الممثلة ماندي بوتشر. بدأ بوتشر التمثيل في سن التاسعة.

## جوائز
تم ترشيحه لجائزة Genie في عام 2006.

## وصلات خارجية
- آدم بوتشر على موقع IMDb (الإنجليزية)
- آدم بوتشر على موقع ألو سيني (الفرنسية)
- آدم بوتشر على موقع أول موفي (الإنجليزية)
- آدم بوتشر على موقع قاعدة بيانات الفيلم (الإنجليزية)
- آدم بوتشر على موقع كينوبويسك (الروسية)